# Royal Forest Department
Das Royal Forest Department (Königliches Waldreferat, Thai: กรมป่าไม้) ist eine Abteilung im Ministry of Agriculture and Cooperatives von Thailand.

## Aufgaben und Ziele
Das Royal Forest Department hat zahlreiche Aufgaben, wie die Erforschung der Natur des Waldes und die Entwicklung von entsprechenden Technologien. Weiterhin steht die Abteilung als Ansprechpartner für alle Fragen der Forstwirtschaft und der natürlichen Bewaldung des Landes, sowohl für Regierungsstellen als auch für andere Organisationen. Darüber hinaus dient die Abteilung als zentrale Stelle für den Technologietransfer für alle forstwirtschaftlichen Anwendungen in Thailand.

## Organisation
Kern des Royal Forest Departments ist das Forest Research Office (Königliches Waldbüro), dem sieben Abteilungen zugeordnet sind, die Forschung und Entwicklung sowie den Technologietransfer in folgenden Bereichen durchführen.
- Abteilung für Forschung und Entwicklung zur natürlichen Ökologie des Waldes (Untersuchungen zu Wasserscheiden, Waldökologie, Entomologie des Waldes, Waldpathologie und Mikrobiologie)
- Abteilung die Erforschung der Waldkultur (Verbesserung des Waldes, des Waldbodens, des Saatgutes, der Anpflanzungsmethoden, der Biotechnologie und kleinerer Erzeugnisse des Waldes)
- Abteilung für Waldnutzung (Holznutzung und Holzschutz, Energiegewinnung aus Holz, Eigenschaften von Holz- und anderen Waldprodukten)
- Abteilung für die Erforschung der Nationalparks und des Waldlebens (Erforschung der Land- und Meeres-Nationalparks des Landes, der Ökologie und Biologie, des Brutverhaltens in Gefangenschaft, Aussetzung und Wiederherstellung von natürlichen Verhältnissen). Direktor der Abteilung ist Herr Damrong Phidet[2]
- Abteilung für Verwaltung und Waldwirtschaft (verantwortlich für Mangrovenwälder, Sumpfwälder, Feuchtgebiete, Verwaltung der Waldgebiete und der Lehrpfade)
- Abteilung für die forstliche Botanik (Dokumentation und Zählung der thailändischen Flora, einschließlich Vorbereitung von Exemplaren für Herbarien sowie Untersuchungen der Verbreitung von Pflanzen)
- Abteilung für die Einschätzung von Waldressourcen (Interpretation von Luft- und Satellitenbildern, Waldbestandsaufnahme, Kartierung von Wäldern und Überwachung von Veränderungen der Waldgebiete)

## Lage
Das Royal Forest Department hat seinen Sitz an der Phahonyothin-Straße in Chatuchak, Bangkok.

## Geschichte
Das Royal Forest Department wurde am 18. September 1896 geschaffen, als die Wälder Siams noch im Überfluss vorhanden waren und jedermann Hartholz und dessen Produkte frei fällen und nutzen konnte, auch für wirtschaftliche Zwecke. Nur Teakholz war von dieser großzügigen Regelung ausgenommen. Für den Einschlag von Teak waren Abgaben an die lokalen Vorsteher zu entrichten, die ihre Aufmerksamkeit aber mehr auf die Eintreibung der Gebühren als auf den Umfang und die Auswirkungen der Holznutzung konzentrierten. Aufgrund der lokalen Gegebenheiten hatten die „Käufer“ – meist britische Staatsbürger – des Öfteren Streitigkeiten mit verschiedenen lokalen Stellen, die sich für die Eintreibung von Gebühren zuständig erklärten. So wurde des Öfteren die Regierung zur Schlichtung der Streitigkeiten eingeschaltet. So zog 1874 die Regierung zunächst das Zustimmungsrecht an sich, so dass jeder Vertrag zwischen dem Käufer und der lokalen Behörde erst durch die Unterschrift einer Regierungsstelle gültig war.
In einem Vertrag, der 1893 zwischen Siam und Großbritannien unterzeichnet wurde, wurde unter anderem geregelt, dass britische Bürger (wie seinerzeit die Shan und Birmanen) ohne Zustimmung siamesischer Stellen kein Recht hatten, Teak zu schlagen. In Übereinstimmung mit dem Vertrag wurde im gleichen Jahr in Chiang Mai eine Kommission eingerichtet, die sich mit den Fragen der Waldnutzung, und insbesondere der des Teakholzes, befassen sollte.
Auf Vorschlag des Briten H. Slade ordnete König Chulalongkorn (Rama V.) 1896 schließlich die Bildung einer zentralen Behörde an, die sämtliche Wälder Siams verwalten sollte. Erster Chefkonservator wurde H. Slade. Er folgte dem Vorgehen der britischen Regierung in Indien und Birma, was die Waldnutzung anbelangt und konnte die anfänglichen Widerstände überwinden, insbesondere auch mit der stetigen Unterstützung des damaligen Mahatthai (Innenminister) Prinz Damrong Rajanubhab.
Chefkonservatoren des Royal Forest Departments (Auswahl):
- H. Slade (1896–1901)
- T. Tottenham (1901–1904)
- W. F. Lloyd (1905–1925)
- Sanid Pukanan (1927–1937)